# Вейко (Міссурі)
Вейко (англ. Waco) — місто (англ. city) в США, в окрузі Джеспер штату Міссурі. Населення — 72 особи (2020).

## Географія
Вейко розташоване за координатами 37°14′49″ пн. ш. 94°36′1″ зх. д. / 37.24694° пн. ш. 94.60028° зх. д. (37.246952, -94.600279).  За даними Бюро перепису населення США в 2010 році місто мало площу 0,66 км², уся площа — суходіл.

## Демографія
Згідно з переписом 2010 року, у місті мешкало 87 осіб у 34 домогосподарствах у складі 24 родин. Густота населення становила 131 особа/км².  Було 41 помешкання (62/км²).
Расовий склад населення:
| - 92,0 % — білих |

До двох чи більше рас належало 8,0 %. Частка іспаномовних становила 0,0 % від усіх жителів.
За віковим діапазоном населення розподілялося таким чином: 26,4 % — особи молодші 18 років, 57,5 % — особи у віці 18—64 років, 16,1 % — особи у віці 65 років та старші. Медіана віку мешканця становила 46,8 року. На 100 осіб жіночої статі у місті припадало 128,9 чоловіків;  на 100 жінок у віці від 18 років та старших — 113,3 чоловіків також старших 18 років.
Середній дохід на одне домашнє господарство  становив 49 217 доларів США (медіана — 48 750), а середній дохід на одну сім'ю — 67 330 доларів (медіана — 71 250). Медіана доходів становила 38 750 доларів для чоловіків та 31 250 доларів для жінок. За межею бідності перебувало 10,2 % осіб, у тому числі 0,0 % дітей у віці до 18 років та 0,0 % осіб у віці 65 років та старших.
Цивільне працевлаштоване населення становило 19 осіб. Основні галузі зайнятості: освіта, охорона здоров'я та соціальна допомога — 26,3 %, будівництво — 21,1 %, виробництво — 15,8 %.